# Talord
Numeralier, ental numerale (latin numerus 'tal') eller talord er en ordklasse, der betegner det nøjagtige antal (mængdetal eller kardinaltal) eller den nøjagtige placering i en række (ordinaltal eller ordenstal). F.eks. hhv. én, to, tre og første, anden, tredje.
Der findes flere talsystemer, fx titalssystemet, men også andre systemer.
Alt efter sproget kan numeralier opføre sig morfologisk og syntaktisk som substantiver eller som adjektiver. I det første tilfælde vil det ord, som numeralet kvalificerer, f.eks. stå i genitiv eller styres af en præposition. I det andet tilfælde er numeralet enten ubøjeligt eller bøjet i køn, tal og kasus som det ord, det lægger sig til (i det omfang det pågældende sprog har disse bøjninger).[kilde mangler]

## Germansk
De germanske sprog, hvortil dansk hører, bøjer talord efter det ord, de lægger sig til. På dansk og tysk er det kun talordet et/en,[kilde mangler] der bøjes, men på islandsk bøjes tillige tallene "to", "tre" og "fire" i køn, tal og kasus: tveir, tvær, tvö; þrír, þrjár, þrjú; fjórir, fjórar, fjögur. På græsk (både klassisk græsk og nygræsk) bliver de første fire talord ligeledes bøjet, mens det på latin kun er de første tre.

### Dansk
De fleste danske talord går tilbage til urindoeuropæisk.
I danske talord nævnes (lighed med eksempelvis tysk, nederlandsk og til dels norsk) enerne før tierne, altså enogtyve.
Talordet halvanden, 1.5, er afledet af grundtallet (anden) minus en halv.[kilde mangler] De tilsvarende talord halvtredje (2.5) og halvfjerde (3.5) bruges ikke i dag, men indgår implicit i det vigesimale system som beskrives nedenfor.
Talordene fra 50 til 90 er (i lighed med de franske talord for 80 og 90) baseret på et vigesimalt system, som ikke kendes fra de øvrige skandinaviske sprog. Det vil sige at tyve bruges som base: tres (kort for tre-sinds-tyve, egl. 3 gange 20, idet ordet sind betyder gange), og halvtreds (kort for halvtredje-sinds-tyve, dvs. 2.5 gange 20), og tilsvarendede firs (kort for fire-sinds-tyve) og halvfjerds (for halvfjerde-sinds-tyve). Den lange form, som slutter på -indstyve, bruges nu kun sjældent i dagligsproget i kardinaltal, men anvendes stadig hyppigt i ordinaltal, sammenlign fx to-og-halvtreds og to-og-halvtredsindstyvende.
På dansk bøjes en/et og anden/andet efter grammatisk køn.
Danske talord kan ende med en genitivendelse hvis de er placeret sidst i et nominalsyntagme. I Elementær Dansk Grammatik giver Paul Diderichsen eksemplet Een Mands Kræfter kan udrette mere end tos."
Det Centrale Ordregister angiver normalt både ikke-ejefald- og ejefald-formen.

## Latinske talord
På latin forekommer talordene i flg. rækker.
| Arabertal | Romertal | Kardinaltal        | Ordinaltal                | Distributivtal             | Multiplikativtal    |
| --------- | -------- | ------------------ | ------------------------- | -------------------------- | ------------------- |
|           |          | Mængdetal          | Ordenstal                 | Fordelingstal              | Taladverbier        |
| 1         | I        | unus, -a, -um (en) | primus, -a, -um (første)  | singuli, -ae, -a (en hver) | semel (en gang)     |
| 2         | II       | duo, -ae, -o (to)  | secundus, -a, -um (anden) | bini (to hver)             | bis (to gange)      |
| 3         | III      | tres, tria (tre)   | tertius (tredje)          | terni, trini (tre hver)    | ter (tre gange)     |
| 4         | IV       | quattuor (fire)    | quartus (fjerde)          | quaterni (fire hver)       | quater (fire gange) |

 etc.